# سیارک ۲۴۹۸۸
سیارک ۲۴۹۸۸ (به انگلیسی: 24988 Alainmilsztajn، نامگذاری:1998MM2) بیست و چهار هزار و نهصد و هشتاد و هشتمین سیارک کشف شده‌است که در ۱۹ ژوئن ۱۹۹۸ کشف شد.
قدر مطلق سیارک برابر ۱۱.۲ است.